# Іван Ковачич
Іван Ковачич (хорв. Ivan Kovačić; нар. 25 квітня 1974, Спліт) — хорватський політик, стоматолог, викладач, парламентар, колишній віце-прем'єр і міністр управління Хорватії в уряді Андрея Пленковича.

## Життєпис
Народився у Спліті. 1998 року закінчив Загребський університет за фахом «стоматологія». У тому самому виші здобув ступінь магістра (2001), спеціалізацію в галузі стоматологічного протезування (2004) і докторський ступінь зі стоматології (2006). Працював стоматологом. 2010 року став завідувачем новоутвореної кафедри стоматологічного протезування на медичному факультеті  Сплітського університету.
Долучився до політичної діяльності у складі Мосту незалежних списків. У 2013 році обійняв посаду мера міста Оміш.
На виборах 2015 року здобув мандат депутата хорватського парламенту восьмого скликання. Успішно переобраний депутатом на позачергових виборах у 2016 році. У жовтні 2016 року призначений віце-прем'єром і міністром державного управління в новоутвореному уряді Андрея Пленковича.